# ファンディ湾方面作戦
ファンディ湾方面作戦（ファンディほうめんさくせん、Bay of Fundy Campaign）は、フレンチ・インディアン戦争中、ボーセジュール砦の戦いの後に、イギリスがアカディア人の追放を目的に展開した作戦である。この作戦はシグネクトから始まり、グランプレ、リヴィエール＝オー＝カナール、ピジギ、コブキ、そして最終的にアナポリスロワイヤル（ポートロワイヤル）に至った。

## 歴史的背景
1710年にポートロワイヤルの戦いが起き、それから45年の間、アカディア人はイギリスへの絶対的忠誠の誓文への署名を拒み続け、ダートマス奇襲のような、イギリスに対抗する民兵のさまざまな活動を起こしていた。また、ルイブールやボーゼジュールといった、フランスの砦への重要な補給業務に就いた。フレンチ・インディアン戦争の間、イギリスは、彼らにとって脅威であるアカディアの兵力を無効にしようと努め、また、追放されたアカディア人がルイブールへの補給線を維持するのを、阻止しようとした。追放に先立って、イギリスはファンディ湾近辺の兵器や船をアカディアから没収し、副官や聖職者を逮捕した。

## 作戦

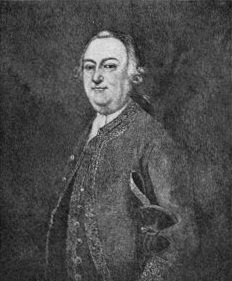
ジョン・ウィンスロウ

### シグネクト
ボーセジュール砦の戦いの後、アカディア人追放の最初の波がシグネクトに押し押せた。イギリス軍大佐ロバート・モンクトンの指揮の下、1755年8月10日に中佐のジョン・ウィンスロウが、カンバーランド砦（かつてのボーゼジュール砦）にいた無実のアカディア人の男400人を捕えた。また、ローレンス砦にいた86人のアカディア人を投獄した。この数は、シグネクトのアカディア人の男の3分の1にも上り、それ以外は町から逃げ出して行った。投獄されたアカディア人たちは、彼らを追放するための輸送船が来るまで獄につながれていた。彼らの妻子も共に追放された。
追放が始まってから約1箇月後の9月2日、フランス軍首脳のシャルル・デシャン・ド・ボワシェベール・エ・ド・ラフェトが、ミクマク族とアカディア人による抵抗運動を起こした。このプティクーディアクの戦いで、イギリスに完勝したほぼ一月後の10月1日、ローレンス砦のアカディア人の捕虜が脱走した。その中にはジョゼフ・ブルッサール（ボーソレイユ）もいた 。
10月13日、8隻の輸送船団が、1,782人にもなる捕虜を載せ、3隻のイギリス軍艦に護衛されてシグネクト湾をあとにした。シグネクトのアカディア人は最も反逆精神に富むと考えられており、結果、彼らはアカディアから最も遠いサウスカロライナやジョージアに送られた。モンクトンは、彼らを追放するとすぐに、戻って来るのを阻止するためにアカディアの集落を焼いた。
11月15日、イギリス軍士官のジョン・トマスが、教会や他の97の家屋、建物を破壊する一過程として、テンタトマール（現ニューブランズウィック州サックヴィル）の集落に火を付けた。

### コブキ
1755年8月15日、モンクトンの命令で、大尉のトマス・ルイス、アビジャー・ウィラードと250人の部隊がコブキの2つの集落を破壊し始めた。タタマガッチとレムシェグ（現在のノバスコシア州ウォレス）である。イギリス軍は、アカディア人追放に当たって、最初に3つの集落を破壊することにしていた。その3集落が、アカディアからルイブールへの家畜や農作物の補給経路となっていたからである。この目的のために、ウィラードはタタマガッチの男たちをあるアカディア人の家に集め、タタマガッチのすべての大砲を没収したのを確かめた後、男たちに、お前たちを捕虜として連行すると告げた。そして直ちに、アカディアからルイブールに向けて船積みされていた家畜を殺し、農作物を処分した。8月16日、ルイスは12軒の民家と礼拝堂に火を放ち、さらに8月17日の早朝に、民家4軒と納屋をいくつか燃やした。
ルイスと40人の兵はレムシェグに向かい、3家族を捕囚して建物をいくつか燃やした。8月26日、ルイスはカンバーランド砦に、捕虜となったアカディアの男たちと戻った。女や子供たちがどうなったのかは不明である。
9月11日、ルイスはカンバーランド砦から、コブキの残りの民家や建物を破壊するため派遣された。この地の一部は現在のノバスコシア州トゥルーロで、さらにコブキ湾南岸のプティトリヴィエ（現ウォルトン）、北岸のファイブ・アイランズにまでわたっていた。ルイスは、他のコブキの地域には人がいないことに気づいた。ノエル・ドワロンのような、この地域の住民の大部分が、既に過去5年の間に農場を立ち退いて、サンジャン島（プリンスエドワード島）へと向かっていたのだった。ルイスは9月23日から9月29日にかけて、この片田舎の地域に火をつけて回った。

### グランプレ

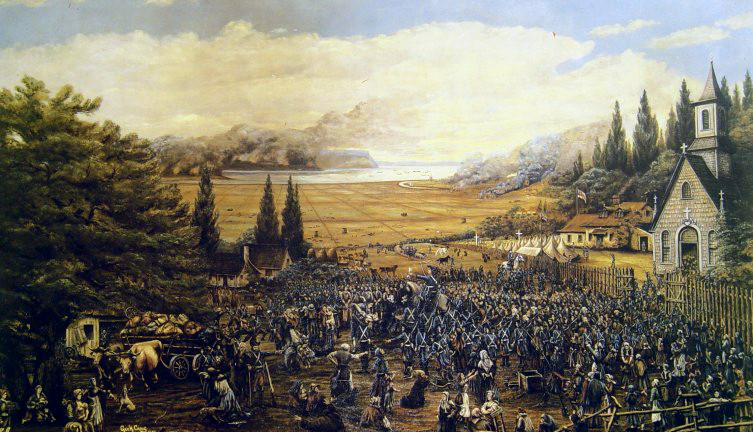
グランプレのアカディア人追放

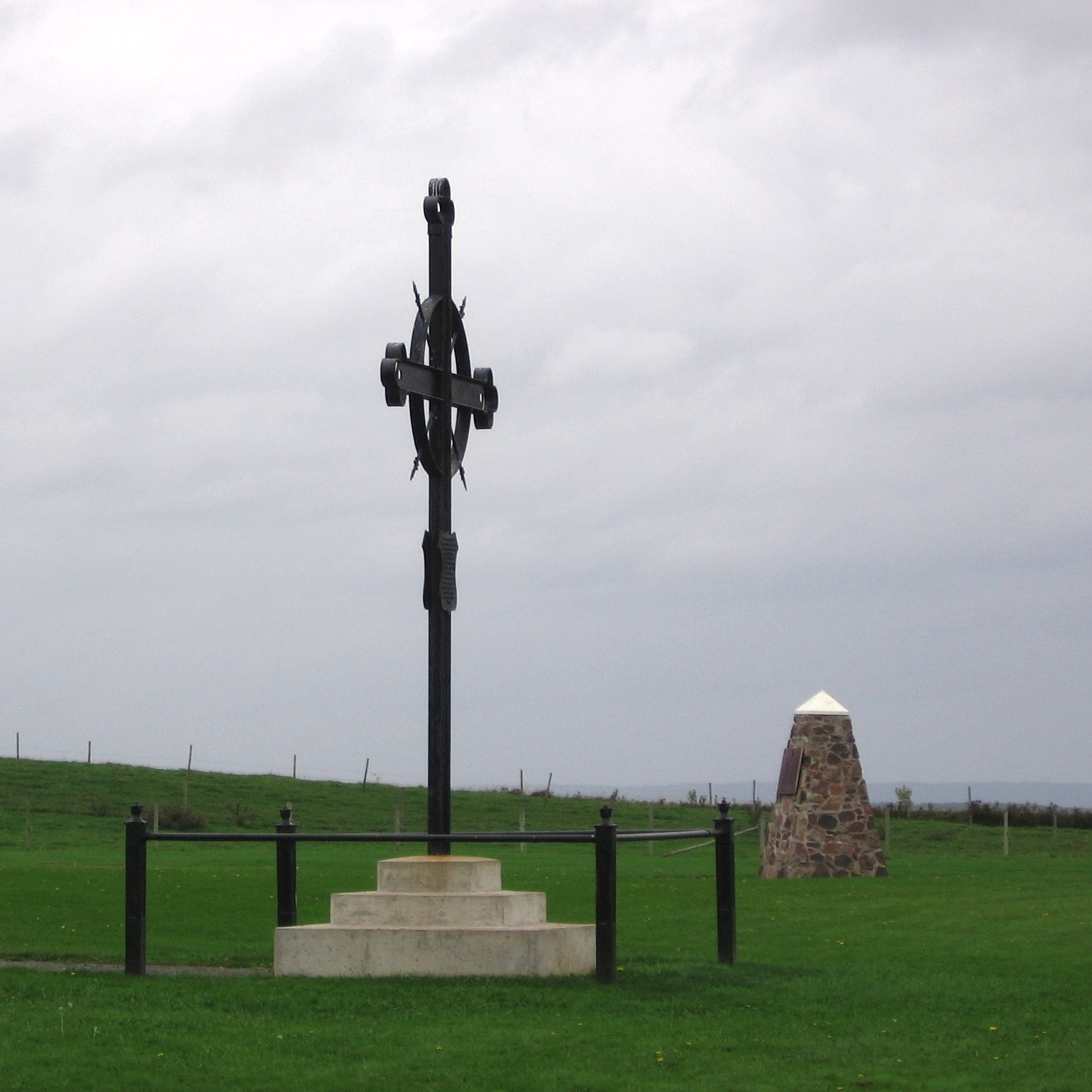
グランプレの追放記念碑

アカディア人たちがシグネクトで捕虜となった8日後の1755年8月18日、ジョン・ウィンスロウが、グランプレに315人の兵を連れて到着した。ウィンスロウは教会に本部を置き、9月5日、この中に、グランプレの、10歳以上の418人のアカディア人の男と少年を収容した。彼らは予期せぬ捕虜生活を、5週間にわたって強いられた。ウィンスロウは彼らに、個人的な持ち物はイギリス王権のもとに没収すること、船が着き次第、彼らとその家族は追放されることを伝えた。妻たちは、捕虜と部隊の食事と着替えの面倒をみるように命令された。
最初の捕囚から6日ののち、アカディア人の反撃を恐れたウィンスロウは、捕虜のうち230人を船に乗せ、追放まで船の中で待たせた。10月13日、2,000人以上のアカディア人が5隻の輸送船に分乗した。船が出ると同時に、ウィンスロウは彼らが戻ってこないように集落に火をつけた。ウィンスロウの記録によれば、グランプレを取り巻く集落の、276の納屋、255の民家、11の製粉所そして1つのマスハウス（Mass House）を焼いたとある。

### ピジキ
ウィンスロウがグランプレ住民追放命令を読み上げていた同じころ、9月5日の午後3時、大尉のアレクサンダー・マレイも、自らがエドワード砦で投獄したアカディアの男183人に、命令書を読み上げていた。10月20日には、アカディア人920人がピジキから4隻の輸送船に分乗した。隣のグランプレとは違い、ピジキの建物や家屋は焼かれることはなかった。その結果、ニューイングランドから入植者がやって来た時には、家も納屋も、アカディア人がいた時そのままの状態だった。
1757年の4月、アカディア人とミクマク族の一団がエドワード砦近くの倉庫を襲い、13人のイギリス人兵士を殺して、彼らが持てるだけの物資を盗み出した後、倉庫に火をつけた、数日後、同じイギリス人民兵がやはりカンバーランド砦で襲撃された。
捕虜として生活している間、アカディア人たちはニューイングランドからの入植者の農地作りを手伝わされた。フレンチ・インディアン戦争が終わった時彼らは、イギリス人の下で暮らし、働くよりも、現在のニューブランズウィックやサンピエール・ミクロンで、彼らの同胞と共に入植する方を選んだ。

### アナポリスロイヤル
イギリス軍少佐のジョン・ハンドフィールドは、アナポリスロイヤル（ポートロワイヤル）でのアカディア人追放の責任者だった。この地域での追放はなかなか進まなかったが、ついに1755年の12月8日、軍艦3隻に護衛された7隻の船に乗り込んだ。この時追放を逃れたアカディア人は300人と言われている。
12月8日に出港した船には、32のアカディア人家族、計225人が捕虜としてイギリス船ペンブロークに乗っていた。この船はノースカロライナに向かっていたが、アカディア人たちはこの船を乗っ取った。

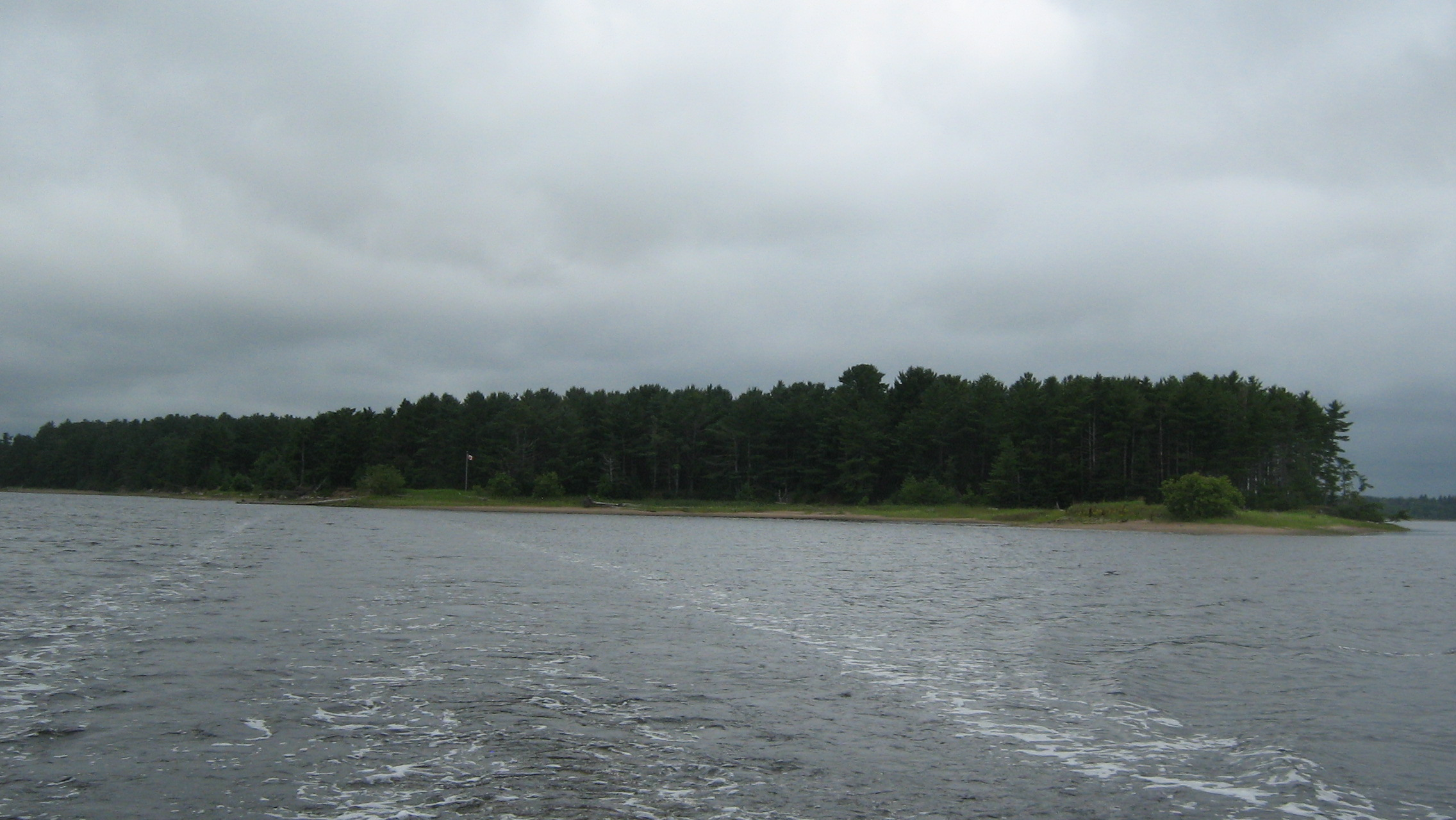
ボーベアル（ボーベアズ）島

1756年2月8日、アカディア人たちはセントジョン川を出来る限り遠くまで上って行った。そして上陸し、その船に火を放った。マリシート族の一団が、彼らを川の上流の方へと案内した。そこには、大規模なアカディアの共同体があった。マリシート兵は彼らを、流浪中のアカディア人のための、ボーベアル島（ボーベア島）にあるボワシェベールの難民キャンプの一つに連れて行った。
何組かのアカディア人家族は、さらにアナポリス川をさかのぼって、モーデンの近くのノースマウンテンの森に行った。冬のことで多くの死者が出、春にミクモー族の一団が、生き残ったアカディア人と共にファンディ湾を横切って、シグネクト岬の「難民の入江」に行き、そこからニューブランズウィックの奥地へと進んで行った。
最初の追放を逃れたアカディア人は約50人から60人で、ノバスコシア南西部を含むケープ・サーブル地域へと逃げて行ったと言われる。ここを拠点に、彼らはルーネンバーグでの多くの奇襲に参加した。

## その後のアカディア
この作戦が終わるまでに、7000人以上のアカディア人がニューイングランドに追放された。追放が決まった1755年の翌年から、フランス人、インディアン、そしてアカディア人が4年間にわたってイギリスに、例えばルーネンバーグ奇襲などのゲリラ戦を仕掛け続けた。

## 関連書籍
- Dunn, Brenda (2004), A history of Port Royal/Annapolis Royal, 1605-1800, Nimbus Pub., ISBN 9781551094847
- Griffiths, Naomi Elizabeth Saundaus (2005), From migrant to Acadian: a North American border people, 1604-1755, McGill-Queen's Press - MQUP, ISBN 9780773526990
- Grenier, John (2008), The far reaches of empire: war in Nova Scotia, 1710-1760, University of Oklahoma Press, ISBN 9780806138763
- Faragher, John Mack (2005-02-22), A great and noble scheme: the tragic story of the expulsion of the French Acadians from their American Homeland, W. W. Norton & Company, ISBN 9780393051353
- Reid, John G. (2004), The "conquest" of Acadia, 1710: imperial, colonial, and aboriginal constructions, University of Toronto Press, ISBN 9780802085382
- Plank, Geoffrey (2003-09-29), An Unsettled Conquest: The British Campaign Against the Peoples of Acadia, University of Pennsylvania Press, ISBN 9780812218695